# 约阿希姆·杜·贝莱广场

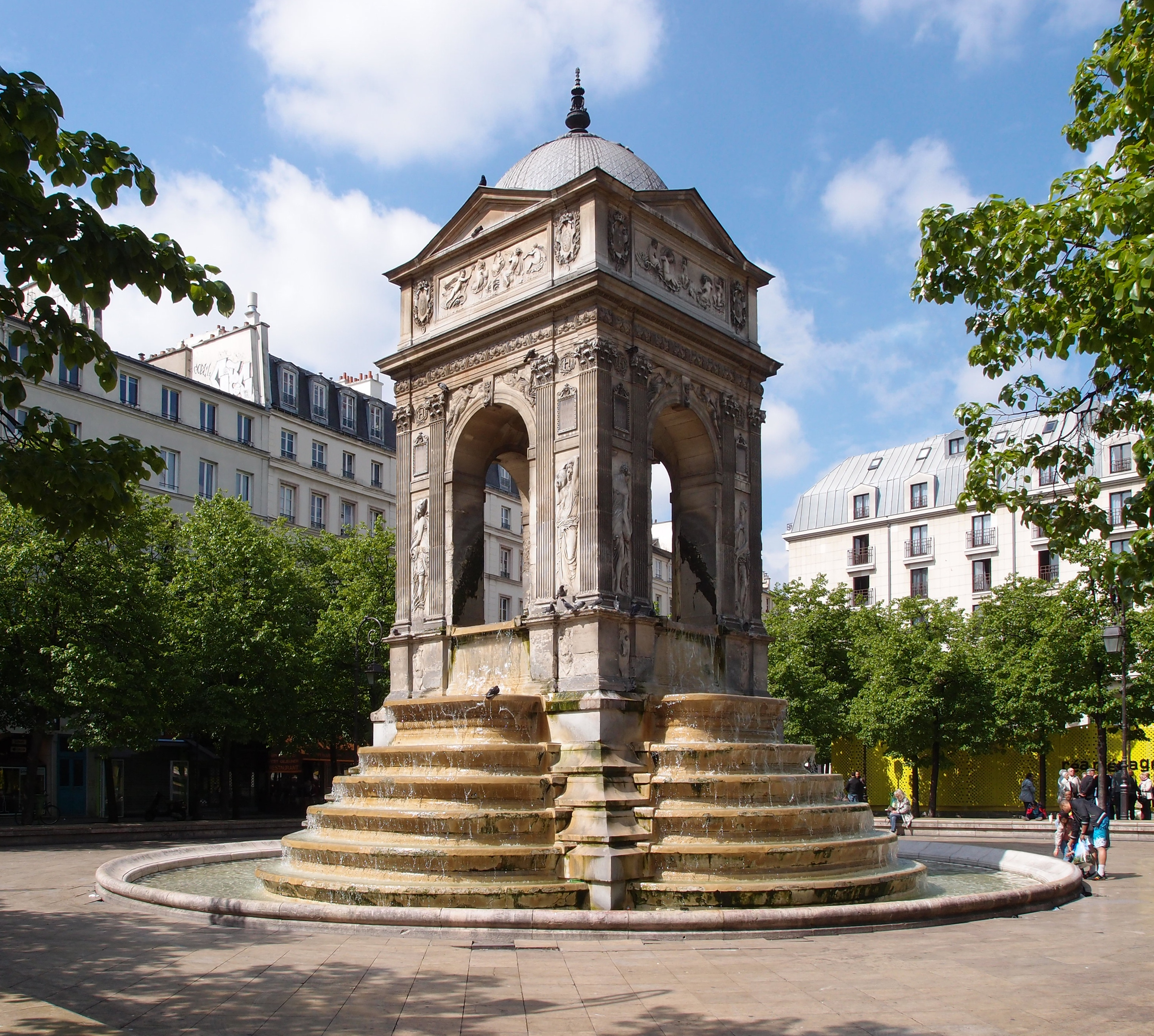

约阿希姆·杜·贝莱广场（Place Joachim-du-Bellay）是巴黎第一区的一个广场。长80米，宽53米。

## 名称
广场得名于法国诗人约阿希姆·杜·贝莱 (1522-1560).

## 历史

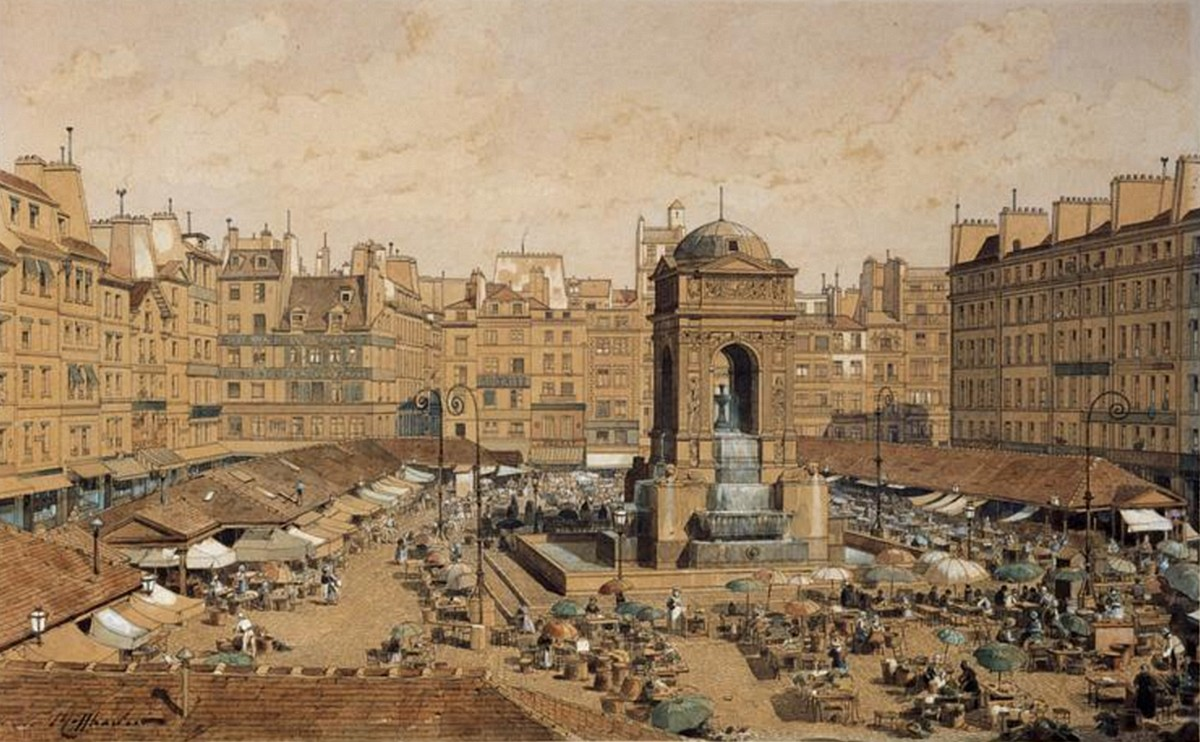

约阿希姆·杜·贝莱广场的所在地原为cimetière des Innocents，是巴黎中世纪直到18世纪以前的主要公墓。

## 建筑
- fontaine des Innocents